# جورج بالمر بوتنام
جورج بالمر بوتنام (بالإنجليزية: George Palmer Putnam)‏ هو كاتب أمريكي، ولد في 7 فبراير 1814 في برونزويك في الولايات المتحدة، وتوفي في 20 ديسمبر 1872 في نيويورك في الولايات المتحدة.

## وصلات خارجية
- جورج بالمر بوتنام على موقع الموسوعة البريطانية (الإنجليزية)